# Short SB.1
El Short SB.1 fue un planeador británico sin cola diseñado por David Keith-Lucas y el profesor Geoffrey T.R. Hill. Construido por Shorts como iniciativa de investigación privada para probar el concepto de ala aeroisoclínica, fue el primer avión en incorporar esta característica.
En efecto, era una versión de planeador a escala de un tercio del ambicioso diseño preliminar P.D.1 de Keith-Lucas, destinado a cubrir la especificación B.35/46 (bombardero V) del Ministerio del Aire, que fue la base para el Avro Vulcan, el Handley-Page Victor y el Vickers Valiant.

## Diseño y desarrollo
Después de extensas pruebas con modelos de túnel de viento y de flameo, el equipo de diseño propuso construir un planeador tripulado. Shorts (Belfast) emprendió la construcción de un planeador monoplaza que incorpora el ala "aeroisoclínica" ideada por el profesor Hill. Esta configuración radical de ala fue diseñada para mantener un ángulo de incidencia constante independientemente de la flexión, colocando la caja de torsión muy atrás en el ala para que las cargas de aire, que actúan en la región de la línea del cuarto de cuerda, tengan un brazo de momento considerable alrededor del ala. En ese momento se reconocieron la inestabilidad torsional y las características de pérdida de la punta de las alas en flecha convencionales, junto con su tendencia a invertir los alerones y flamear a alta velocidad. Para evitar estos efectos se diseñó el ala aeroisoclínica.
El planeador SB.1 fue diseñado para ser una máquina sencilla y económica, construida principalmente de abeto con secciones reforzadas con acero de aleación ligera. Los controles más importantes del ala tenían "elevones" pivotados sobre tubos largos y cónicos de aleación ligera que se extendían desde el borde de ataque de la punta, justo dentro de la parte fija del ala (ilustrado con fotografías en el artículo del Short SB.4 Sherpa). El mecanismo de giro tenía una unidad de rodamiento de bolas doble en el extremo interior, con las cargas principales transferidas a un rodamiento de agujas en el extremo exterior del ala fija. Se colocaron pestañas antiequilibrio a lo largo de los bordes de fuga, junto con pequeños flaps accionados neumáticamente debajo de las secciones interiores. Cuando los elevones giraban en la misma dirección funcionaban como elevadores; cuando se giraban en direcciones opuestas funcionaban como alerones.

### Pruebas
Después de la construcción final en Aldersgrove, el Shorts SB.1 con matrícula de Clase B G-14-5 se preparó para realizar las pruebas de vuelo a principios de julio de 1951. Para el primer vuelo, el 14 de julio, el SB.1 fue lanzado con un cabrestante y el piloto jefe de pruebas de Shorts, Tom Brooke-Smith ("Brookie"), consideró que las características de planeo eran satisfactorias.
A otro vuelo de pruebas exitoso el 15 de julio de 1951, le siguió el primer lanzamiento remolcado desde la base RAF Aldergrove el 30 de julio. El SB.1 fue remolcado por un Short Sturgeon TT.2 (VR363) pilotado por "Jock" Eassie hasta una altura de 3048 m (10 000 pies), la altura del lanzamiento. Aunque Brooke-Smith experimentó las turbulencias inherentes al vuelo de un avión ligero tras la aeronave remolcadora, el vuelo de pruebas posterior se completó con éxito. Durante el segundo vuelo del día (utilizando un cable de remolque más largo destinado a aliviar las turbulencias), el piloto de pruebas encontró graves problemas de flameo y tuvo que soltarse a baja altura. El vuelo terminó catastróficamente cuando Brooke-Smith intentó deslizarse lateralmente para salir de la estela y chocó contra el suelo "con el morro hacia abajo" a 90 mph, resultando herido grave y dañando gravemente la aeronave.
Durante su recuperación, Brooke-Smith expresó su preocupación por los lanzamientos remolcados e insistió en que probar el SB.1 requería un nuevo enfoque. La empresa Shorts perseveró en el proyecto y rediseñó el avión seis meses después. El nuevo diseño conservó las alas y la cola del SB.1, pero (ante la insistencia de Tom Brooke-Smith) incluía dos pequeños motores turborreactor alojados en un nuevo fuselaje de aleación ligera. El resultado fue el Short SB.4 Sherpa.

## Especificaciones (SB.1)
Referencia datos: Ellison

### Características generales
- Tripulación: Uno (piloto)
- Envergadura: 11,6 m (38 ft)
- Superficie alar: 21,4 m² (229,9 ft²)
- Aflechamiento del borde de ataque: 42,25°

## Aeronaves relacionadas

### Desarrollos relacionados
- Short SB.4 Sherpa

### Secuencias de designación
- Secuencia S_._ (interna de Short, secuencia de la SBAC): ← SA.7 - SA.8 - SA.9 - SB.1 - SB.2 - SB.3 - SB.4 →